# 칸타만토 시장
칸타만토 시장(Kantamanto Market)은 가나의 아크라 중심 상업 지구에 위치한 시장 지역이다. 이 시장은 주로 전형적인 아칸족인 콰후족과 아샨티족으로 구성되어 있다. 이곳은 의류 재판매 전문으로 아크라에서 잘 알려진 시장이다. 이 장소는 도시의 비공식 경제의 중요한 부분이다. 전성기에는 서아프리카에서 가장 큰 중고 의류 시장이었다.
지속 가능한 패션 운동가들과 언론인들이 이 시장을 패스트 패션 산업에서 수입되는 사용 불가능한 중고 의류의 주요 수입처 중 하나로 지목하면서, 이 장소는 국제적으로 점점 더 많은 관심을 받게 되었다. 코로나19 팬데믹 이전에 시장에 유입되어 상인들에 의해 분류된 의류의 40%는 매립지로 버려졌다. 시장과 그 비공식 경제는 도시 경제에서 중요한 역할을 하며, 코로나19 제한 조치는 도시의 무역에 큰 피해를 주었다.
일부 보도에 따르면 부동산 개발업자들이 방화로 불을 질렀을 가능성이 있는 2020년 12월 화재로 시장은 황폐해졌다. 일부 상인들은 현장으로 돌아가려 했지만, 개발업자들은 2021년 3월에 새로운 쇼핑 센터를 건설할 것이라고 발표했다.

## 시장 구조
시장에 있는 30,000명 이상의 상인들은 중고 의류부터 식품, 자동차 부품에 이르기까지 모든 종류의 상품을 판매한다.

## 화재
시장의 혼잡한 특성으로 인해 화재가 발생하면 항상 광범위한 피해가 발생한다. 수천 가나 세디에 달하는 물품과 구조물이 파괴된다. 시장에는 소화전이 없어 화재 시 물이 떨어진 소방차를 다시 채우는 것이 거의 불가능하다. 이러한 이야기는 코토코라바 시장, 마켓 서클 및 케제티아 시장과 같은 다른 시장에서도 유사하다. 2011년 4월 19일 화요일 시장에서 화재가 발생했다. 2013년 5월에도 시장에서 또 다른 화재가 발생했다.
시장이 점점 더 혼잡해지면서 많은 상인들은 확장 공사, 개선된 화재 안전, 퇴거 방지 등 다양한 우려를 표명했다.
OR 재단은 2020년 12월 부동산 개발 회사가 시장 일부에 고의로 불을 질렀다는 사실을 발견했다. 이 화재는 아크라 시장에서 발생한 일련의 화재 중 일부였다. 그리고 현장은 10개월 전에 화재를 경험했다.
2025년 1월, 화재로 시장의 상당 부분이 파괴되어 수백 명의 상인들이 이주해야 했다.

## 재개발
2021년 3월, 부동산 개발업체 골든 코스트 디벨로퍼스는 칸타만토 상인 협회 및 철도부, 철도 개발부와 파트너십을 발표했다.

## 문화 속에서
예술가 셀 코피가는 업사이클링과 혼합 매체 미술 프로젝트를 통해 시장의 의류 거래를 기록한다. 새뮤얼 오텡은 유사한 업사이클링 회사를 운영한다.
OR 재단과 예술가/활동가 리즈 리켓츠는 섬유 수입 무역으로 발생하는 폐기물을 조사하기 위해 "데드 화이트 맨즈 클로스"라는 반(反)패션 폐기물 예술 프로젝트를 조직했다.